# Escoles Pompeu Fabra (Reus)
Les Escoles Pompeu Fabra són un grup escolar del municipi de Reus (Baix Camp) inclòs en l'Inventari del Patrimoni Arquitectònic de Catalunya.

## Descripció
És un conjunt format per l'edifici escolar i jardí-pati en un solar entre mitgeres, dissenyat per Pere Caselles. Presenta una planta en forma d'hac, amb dos pisos d'alçada, accés central i aules a banda i banda. Hi ha una perfecta simetria tant en la planta com en les façanes, en la disposició dels buits.
A la façana principal hi ha una porta emmarcada per columnes dòriques i dos grups de finestres rectangulars separades també per columnes dòriques, limitada per dues ales paral·leles de l'edifici, i coronada per un gran escur d'Espanya, acompanyat d'escuts de Reus i Tarragona. A la resta hi ha obertures rectangulars, mènsules, barbacana, cornisa i balustrada a tot l'entorn de l'edifici. Els murs, imitant encoixinat, estan estucats en color ocre.
El tancament del jardí té una característica tanca formada per un mur baix de pedra engaltada que també serveix de basament de les façanes dels cossos avançats de l'edifici i reixes de ferro forjat molt ben conservades. A l'interior hi ha un vestíbul general i escalinata de dues tramades, amb quatre aules per a nens i quatre per a nenes, a planta baixa i primer pis respectivament, i serveis a cada costat i planta.

## Història
L'any 1909 va rebre una subvenció estatal per edificar-lo, però les obres no es van executar fins als anys vint i l'escola es va inaugurar el 1928, en plena dictadura de Primo de Rivera, amb el nom de «Grupo Escolar Primo de Rivera», que en el període republicà va passar a dir-se de Pompeu Fabra. L'escola tenia quatre aules per als nens a la planta baixa i quatre per a nenes al primer pis, amb els accessos i els patis separats per sexes. Segons l'arquitectura de l'època, que seguia els principis higienistes, les classes tenen grans finestrals i una ben dissenyada ventilació.
El 1979 van estar a punt d'enderrocar-lo degut a les fissures provocades pels refugis soterrats construïts durant la guerra civil, per a construir-hi un altre grup escolar, però va ser preservat gràcies a una campanya ciutadana encapçalada pel Col·legi d'Arquitectes de Catalunya. És a partir dels anys vuitanta quan recupera el nom de 1931.